# 国際気候変動開発センター
国際気候変動開発センター (英語: International Centre for Climate Change and Development、略称:ICCCAD)、持続可能な開発に関する国際研究所(IIED)（英国）、バングラデシュ高等研究センター、およびバングラデシュ独立大学（IUB）の共同研究により2009年に設立された環境に関する研究所。センターは首都ダッカのバングラデシュ独立大学のキャンパス内にある。センター長はサリームル・フックである。
現在、バングラデシュ気候サービスアカデミー（BACS）も主催している。